# Waddington (motorfietsenmerk)

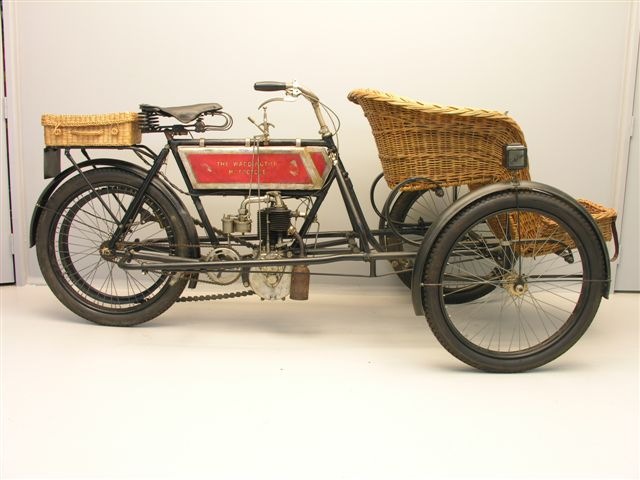
Waddington forecar uit 1905 met een 500 cc Fafnir kop/zijklepmotor.

Waddington is een historisch merk van motorfietsen, voorspannen en auto's.
De bedrijfsnaam was Waddington & Sons, Motor Company, Newport Road, Middlesbrough
Dit was een Engels merk dat van 1902 tot 1906 motorfietsen met 2- en 3 pk eencilindermotoren van Minerva, MMC en Fafnir maakte. Men produceerde ook voorspannen en lichte automobielen.